# 国産の国鉄蒸気機関車
国産の国鉄蒸気機関車（こくさんのこくてつじょうききかんしゃ）では、鉄道院から日本国有鉄道（国鉄）が自ら製造した蒸気機関車について述べる。日本の蒸気機関車史も参照。

## 主要な国鉄蒸気機関車
（）内は製造年・期間
- 9600形（2代目）（1913年から1926年）

貨物列車用のテンダー機関車。朝倉希一の指揮の下、太田吉松を主任設計者として開発が進められ、国有化後の制式機として初めて本格的な量産が行われた蒸気機関車である。サンプルとして輸入された8900形の経験から思い切って重心高の引き上げを実施し、効率の良い大径ボイラーを台枠上に載せ、広火室、それにシュミット式過熱装置の採用で、画期的な大出力を実現した。軸重が比較的軽い割に出力が大きいため総じて実用性が高く、四国を除いた各地で使用された後、蒸気機関車が終焉を迎えたときにも最後に現役を退いた。
- 8620形（1913年から1929年）

旅客列車用では、初の本格的生産に至ったテンダー機関車。サンプルとして輸入され、一部は国内でスケッチ生産も実施された軸配列2Cあるいは2C1の8700・8800・8850・8900形、中でも特に8800形の設計を参考に開発され、国産化技術の確立を目的として設計や製造がなされた。モデルとなった各形式は2軸先台車を備えていたが、本形式は全長を短縮してターンテーブル径の小さな機関区でも転向可能とすることと、コストダウンを目的として1軸先台車が採用された。ただし、欧米の同種機構を参考に島安次郎が考案した、島式先台車と呼ばれる先台車と第1動輪をリンクで機械的に結合し、先輪の誘導方向に第1動輪をスライドさせる機構を導入することで2軸先台車に匹敵する曲線通過性能を確保してあった。コンパクト化と汎用性を追求したことが功を奏し、地方線区で蒸気機関車の末期まで使用されていた。
- C51形（当初18900形。1919年から1928年）

幹線旅客列車用大型（のちには中型）テンダー機関車。強硬派の広軌改築論者であった島安次郎が鉄道省を去る際に置き土産的に計画し、当時の狭軌鉄道では世界最大の1750mm動輪を採用、画期的な成功を収め、皮肉なことに広軌改築論への強力な反証材料となった。以後の国鉄で、大型蒸気機関車の一つの指標とされた。戦前の超特急「燕」の牽引機として、また昭和20年代までのお召し列車牽引機として使用された。
- D50形（当初9900形。1922年から1931年）

9600形よりさらに大型化された、幹線貨物列車用テンダー機関車。大正末期から昭和初期にかけ、大量に製造された。ミカド型 (1D1) の軸配置は、後継機のD51形にも受け継がれた。本機は強固な棒台枠を国鉄制式機として初採用したが、それはワシントン海軍軍縮条約の発効に伴う八八艦隊計画のキャンセルに伴って発生した膨大な余剰良質鋼材の流用が叶って初めて実現可能となったものであった。このことから、当時の日本においては蒸気機関車の設計製造に当たって自国の製鋼技術・鋼材生産能力が大きな足枷となっていたことがうかがい知れる。このD50形は日本離れした非常に贅沢な造りとなっており、何故か一般には欠陥が多かった様に吹聴されているが、動輪上重量がわずかながらD51形より大きく空転しにくく、また走行時の動揺が少なかったためもあって、その真価を正しく理解した機関区から寄せられた評価は非常に高く、限界領域で無理が効くとしてD51形以上の信頼を寄せられたという。だが、曲線通過性能に難があったため、分岐器やカーブでの線路への負担が大きく、配備先は限られたものになった。また現在につながる貨物列車の牽引定数や地上設備としての鉄道施設の規格などは、本形式の性能諸元が基準になっている。
- C53形（1928年から1930年）

米国アルコ社から輸入された8200形（のちのC52形）の使用実績に基づいて、同社からライセンス供給を受けたグレズリー式弁装置による3シリンダー機構を採用し、C51形を上回る性能を目指した主要幹線旅客列車用の大型テンダー機関車。砂箱をボイラーから下ろしてランボード上に移すなど低重心化の徹底が図られており、3シリンダー化もその一環であった。だが、「様々な機能的欠点」を抱えているグレズリー式弁装置を十分咀嚼せぬままに安易に引き写し、弁装置や台枠に不具合が続出し、保守の困難さもあって他国のグレズリー式同様に本機は極めて短命な機関車となった。
- C54形（1931年）・C55形（1935年から1937年）・C57形（1937年から1947年）

いずれもC51形と同クラスで、より近代化された旅客列車用テンダー機関車。日本において「中型パシフィック機」と呼ばれるこのクラスの機関車は、C54形こそ構造面での問題を抱え満足に性能を発揮出来なかったが、C55形とC57形は全国の亜幹線の主力として活躍、また特にC57形は長く改良・増備が重ねられ、旅客列車用の蒸気機関車としては最後に定期運用を引退した。
- D51形（1936年から1945年）

幹線貨物列車用の大型テンダー機関車。戦時体制を背景に、半流線型の初期形から戦時仕様の最後期形まで仕様を変えつつ1,100両を超える大量産が行われ（機関車としては日本最多記録）、四国の土讃本線も含め全国に配備された。安定した性能と夥しい両数から「デゴイチ（デコイチとも）」の愛称で広く親しまれ、蒸気機関車の代名詞ともなった。ただし性能面では粘着力にやや難があり、特に半流線型の初期形では重量配分の悪さから重量列車牽き出し時には空転しやすい傾向にあった。そのため線区によっては、D50形ほどには信頼性が高くない場合もあったが、全国で活躍したため運転に関わる立場からも普通の人々にも「力強い」というイメージを残し、急勾配でも絶対に止まることのない機関車として信用されていた。なお貨物運用の蒸気機関車として最後に現役を退いたのはD51形だった。
- C10形（1930年から1931年）・C11形（1932年から1944年）

都市近郊列車・ローカル線・入れ替え用の小型機関車は、昭和初期まで、老朽化した輸入機関車で補われていた。それらの代替・近代化を目的に開発されたタンク機関車が上記2形式である。比較的小型だが駿足を誇り、特にC11形は全国各地で汎用性の高い機関車として重用された。なお、軸配列は1C2だが、これはバック運転（逆機）で使用すると走行特性がパシフィック機と同等となるため、特に高速運転の快速列車などに充当される際には逆機で使用されるケースが多く見られた。
- C12形（1933年から1947年）・C56形（1935年から1939年）

C12形は、簡易線規格のローカル線伸長に伴い開発された、C11形クラスよりさらに小型軽量のタンク機関車。これをもとに、長距離簡易線向けに作られたユニークな小型テンダー機関車が「ポニー」と呼ばれたC56形である。C56形は逆機を容易にするためにテンダーの両サイドが欠き取られているのが大きな特徴である。もっとも、C12形とC56形はコストダウンを狙ってそれぞれ軸配列1C1・1Cとされたが、C56形については逆機時には脱線を避ける目的でかなり厳しい速度制限が課せられていた。
- C58形（1938年から1946年）

亜幹線・主要ローカル線向けに、従来の9600形・8620形双方の役割を兼ねる、客貨両用の汎用機として開発された軸配置1C1の中型テンダー機関車。D51形に類似した外見を持つ。耐候性の高い密閉式運転台を、国鉄蒸気機関車で初めて採用した。ボイラー圧力はD51形などの15.0kg/cm2を上回る16.0kg/cm2だが、ボイラーの缶胴などの強度設計は18.0kg/cm2を前提としており、実際にこの圧力に昇圧して試験も行われた。しかし、試験の結果ボイラー本体の製作コスト増もさることながら、補機のメンテナンスコスト増が極端に過大となることが判明し、最終的に16.0kg/cm2のままに据え置かれることとなった。
- C59形（1941年から1947年）

失敗作であったC53形の後継として、東海道・山陽本線向けに開発された旅客列車用大型テンダー機関車。堅実な設計で総じてバランスが良かったが、非常な重量級機関車であった。このため、東海道・山陽線以外への転用が難しく、また、特に戦前形は煙管長があまりに過大（重心の釣り合い位置を前方にシフトするために採用されたが、当時のドイツで長煙管が流行していたのも一因であった）であるうえ、燃焼室を持たないために熱効率も悪く、従輪にかかる負担が極度に大きいという弱点があったため、その設計については疑問の声も聞かれる。それでも現場での信頼性は高く、呉線での現役末期に至るまで、優等列車に充当された。後年電化進展で幹線を追われたC59形はそのままでは転用先がなく、経年が若かったことから動軸について軸重軽減工事を実施して多数がハドソン型軸配置に改造され、C60形となった。もっとも、C60形に改修されて動軸重は軽減されても総重量は軽くなるどころか幾分増加しさえしたので、運行線区にある橋梁の負担荷重制限などの条件は改造前よりむしろ厳しく、軸重制限はクリアされても入線可能線区は限定されていた。
- D52形（1943年から1945年）

激増する戦時輸送に対応するために開発された、日本最大の貨物用テンダー機関車にして日本最高出力の蒸気機関車。戦時設計・生産故に問題が多く、特に工員の技量低下に由来する溶接不良が主因となり、戦時中から戦争直後にはしばしばボイラー事故（その中には最悪の不祥事であるボイラー爆発事故さえ含まれていた）を起こした。重量級であるため幹線以外の転用先は限られ、比較的早期に引退している。ただし、出力増大と軽量化、それに生産の効率化のために前例主義を廃して導入されたさまざまな手法や技術には見るべき点が多く、特に大胆な軽量化設計とその実績は、以後の車両設計に大きな影響を与えた。
- C61形（1947年から1948年）・C62形（1948年から1949年）

いずれも戦後混乱期の旅客輸送需要増大に応じる目的で、連合軍総司令部の担当将校の助言に従って、余剰の貨物用機関車からボイラーを流用し、これにC57形とC59形の足回りを組み合わせ、予算上改造扱いとして実質はほぼ新製で建造された旅客列車用大型テンダー機関車である。搭載されるボイラーが極めて大型であるため、国産機としては初めて2C2の「ハドソン型」軸配置を採用、ローラーベアリング（先・従台車およびテンダ台車に使用）や自動給炭装置（ストーカー）などの新機軸も導入している。いずれもアメリカ流のラージエンジンポリシー（大型機関車の部分負荷運転の方が小型機関車の全負荷運転よりかえって経済的であるとする考え方）に沿ったものであるが、2軸従台車の重心移動その他の微調整により、動軸の軸重を変更可能であり、標準より1ランク下の線区への転用を可能とした。特に、旅客列車用としては日本最大の機関車であるC62形は、数多くの特急・急行列車を牽引した機関車として名高い。
- E10形（1948年）

日本最大最強のタンク機関車で、輸入機の改良コピー品であった4110形の老朽代替を目的として、奥羽本線板谷峠に特化して設計された。緊縮財政下の予算難もあり建造は必要最低数の5両に留まった。5動軸の1E2配列であり、新造当初は煤煙対策として後進定位、つまり逆機を標準とする運転台の機器配置となっていたのが特徴である。電化の急速な進展によって早期に本来の任を解かれ他線区に転用されたが、横圧過大に悩まされるなどの問題点を抱え、入線に当たって軌道強化を強いられた線区もあった。両数とその特殊性から、以後は間に合わせの様な運用に充当され続けた。国鉄としては最後に新規製造した蒸気機関車である。
- 〔戦後の改造大型機C60形・D60形・D61形・D62形〕

動力近代化の波に押されて主要幹線を追われた大型蒸気機関車の一部は、1950年から1960年にかけ、重量対策の従輪追加改造を受け、新しい形式名を与えられた。これらは地方の亜幹線・主要ローカル線で最後の活躍を見せることになる。

## その他
- C50形（1929年から1932年）

8620形の近代化型。ただし、8620形の最大の特徴であった島式先台車は簡易なコロ式に変更されており、近代化と言いつつ8620形に見劣りする部分が少なからず存在した。
- B20形（1944年から1947年）

戦時設計の産業用小型機関車のうち、国鉄向けに製造されたもの。原設計は立山重工業の手によるもので、原則から外れたその形式名は、産業用量産20t級B型飽和式蒸気機関車のバリエーションの一つであることを示す「乙B20」という規格としての名称に由来する。入れ替えその他の構内作業用であった。
- C63形（仮称）

1950年代に計画されながら設計のみに終わり、1両も製造されなかった「幻の国鉄制式蒸気機関車」。C58形を基本とし、同形式が果たせなかったボイラー圧力の高圧化実現で老朽化しつつあったC51形や9600形などの代替を目指したが、急速なディーゼル機関の発達により建造計画は中止され、製図板の上の存在に留まることとなった。